# Woman's Soul
Woman's Soul（ウーマンズ・ソウル）は1992年に結成し2001年に解散した日本のガールズバンド。なお、本項ではバンド解散後一時ソロ活動をしていた新井昌慧についても取り上げる。

## 略歴
音楽活動前、同じ中学校の幼なじみからバンドを結成し、高校以降に活動が本格化する。

## ディスコグラフィー

### Woman's Soulとして
1997年の春に小林武史主催のオーディションで高く評価され、1998年6月20日に「ZONE LABEL」からデビューし、以下の曲をリリースする。
| シングル | 発売日         | タイトル               | カップリング  | 備考                                 |
| -------- | -------------- | ---------------------- | ------------- | ------------------------------------ |
| 1st      | 1998年6月20日  | throw away             | she said      | AIDT-5002 / ZONE LABEL第1号シングル  |
| 2nd      | 1998年11月21日 | ecology                | PROMISED LAND | AIDT-5025                            |
| 3rd      | 1999年10月1日  | 光る街を背に...        | リズム        | AIDT-5055                            |
| 4th      | 2000年1月21日  | すばらしい明日のために | 雲のゆくえ    | AICT-1176 / マキシシングルでリリース |

1stアルバム

　Borderline（2000年7月19日 / AICT-1241）
1stアルバムまでリリースすることが出来たが、これ以降の活動が続かず2001年9月に解散する。
現在、この件について小林武史の経歴からは消えている。

### 新井昌慧として
2003年7月16日に1stソロシングル『歌のような真実』（NFPN-716）を、2004年1月21日に1stソロアルバム『自分リセット』（EDCY-8001）をそれぞれリリースするとともに、「one」で『オールナイトニッポンレコード青田屋3号』（ANNR-1006）にも参加していた。

## タイアップ一覧
| 使用年       | 曲名       | タイアップ                                                 |
| ------------ | ---------- | ---------------------------------------------------------- |
| Woman's Soul |            |                                                            |
| 1998年       | ecology    | TBS系『COUNT DOWN TV』1998年11月・12月度オープニングテーマ |
| 2000年       | ラフレシア | 百十四銀行 企業イメージCMソング                            |
| 新井昌慧     |            |                                                            |
| 2004年       | Your Sea   | グンゼ ストッキング「FIVA」CMソング                        |